# Pterostemonaceae
Pterostemonaceae là một họ thực vật hạt kín chứa các loài cây bụi bản địa México. Một vài hệ thống phân loại cũ còn đặt các chi thuộc họ này vào trong họ Grossulariaceae. Hệ thống APG III năm 2009 không công nhận họ này mà gộp nó trong họ Iteaceae.

## Các chi
Họ này khi được công nhận thì bao gồm 1 chi và khoảng 2-3 loài còn sinh tồn.
- Pterostemon: 2-3 loài tại Mexico. Cây bụi. Hoa lưỡng tính. Lá đơn, mọc so le. Quả nang, nứt khi chín, chứa vài hạt. Hạt không có nội nhũ.